# Пилипчук Михайло Дмитрович
Пилипчук Михайло Дмитрович (рос. Михаил Дмитриевич Пилипчук, *25 жовтня 1946, м. Козятин Вінницької області) — міський голова м. Харкова протягом 1998—2002 рр. Член виконавчого комітету Харківської міської ради.

## Біографія
З 1969 року, після закінчення Київського політехнічного інституту, до 1982 року працював на Харківському заводі тракторних двигунів інженером-теплоенергетиком, секретарем комітету комсомолу, заступником начальника електроремонтного цеху, заступником секретаря та секретарем парткому заводу.
У 1986 році брав участь у ліквідації наслідків аварії на ЧАЕС.

### Політична діяльність
У 1982 — 1988 рр. — другий секретар Фрунзенського райкому Компартії України міста Харкова. Неодноразово обирався депутатом Фрунзенської районної та Харківської міської рад народних депутатів.
З 1988 року на керівних посадах в органах місцевого самоврядування: заступник голови міськвиконкому, голова міськвиконкому, заступник голови міської ради, секретар міської ради.
У 1998 — 2002 рр. — Харківський міський голова.
У 2002 — 2006 рр. — начальник Харківського метрополітену, з 2006 р. — заступник начальника.
26 березня 2006 р. обраний депутатом Харківської обласної ради (V скликання), член комісії з питань бюджету.
З 2004 року член партії «Відродження».
Рішенням сесії Харківської міської ради від 29 квітня 2010 року введений до складу виконавчого комітету Харківської міської ради.

## Особисті дані
Нагороджений орденами «За заслуги» II і III ступенів, Командорським Хрестом за заслуги Республіки Польща. Заслужений будівельник України. У 2002—2004 рр. переможець Всеукраїнського конкурсу «Найкращий роботодавець року». Президент Міжнародного фонду пам'яті Бориса Чичибабіна.